# Tympanogaster juga
Tympanogaster juga är en skalbaggsart som beskrevs av Perkins 2006. Tympanogaster juga ingår i släktet Tympanogaster och familjen vattenbrynsbaggar. Inga underarter finns listade i Catalogue of Life.